# Staunings tale om Danmarks neutralitet
|  | Denne artikel er oprettet af botten Steenthbot ud fra en ekstern database. Den kan derfor have sproglige fejl eller mangler. Denne skabelon kan fjernes efter kontrol af indholdet. |

Staunings tale om Danmarks neutralitet er en dansk dokumentarisk optagelse fra 1938.

## Handling
Stauning sidder ved skrivebord og taler til kamera om dansk neutralitet og den rolle som Danmark kan spille i dag (1938). Ved fredeligt samarbejde skal internationale problemer løses. Vi skal ikke blande os i andre nationers konflikter, men angribes vor neutralitet skal den forsvares med de midler man har stående til rådighed. Vi ønsker fred og fordragelighed i forhold til andre Nationer.